# Primární amébová meningoencefalitida

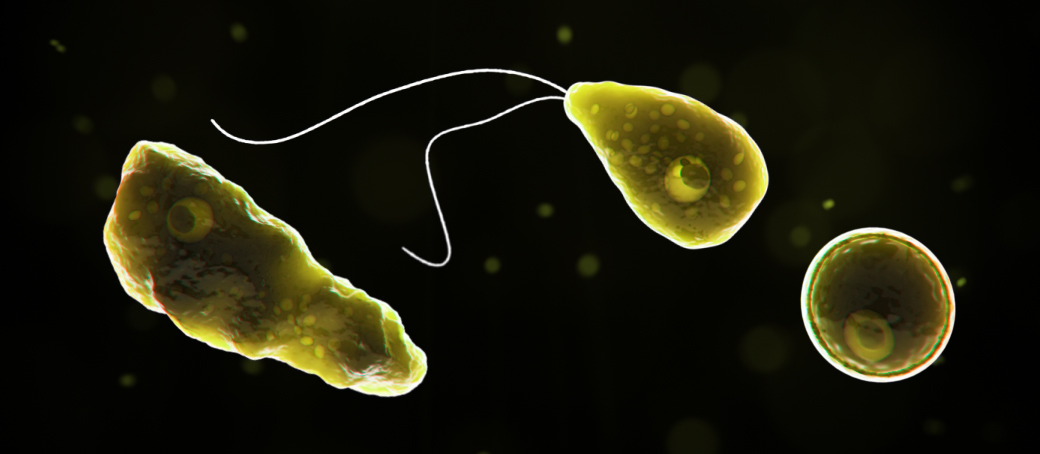
N. fowleri

Primární amébiodní meningoencefalitida (PAM) je velmi vzácné a akutní infekční onemocnění mozku způsobené prvokem Naegleria fowleri, což je volně žijící améba známá také jako mozkožravá améba. Tato nákaza až v 98 % případech vede ke smrti, a to většinou do dvou týdnů od nákazy. Hlavními příznaky jsou prudké bolesti hlavy, nevolnost, horečky, zvracení a křeče. Nejčastějšími oběťmi nákazy jsou mladí dospělí a děti, kteří přišli do kontaktu s kontaminovanou vodou.

## Mechanismus nákazy
Přes 90 % infekcí jsou důsledkem potápění, koupání a jiných vodních hrátek v teplých vodách, při kterých se mohou améby N. fowleri dostat do nosní dutiny. Další možností onemocnění je vdechnutí prachu obsahující cysty N. fowleri, které po přeměně v trofozoity aktivují infekci. Tento mechanismus nákazy zodpovídá za zhruba 6,5 % infekcí. Je však velmi nebezpečný, protože se mu téměř nedá zabránit.
Jakmile je améba uvnitř nosní dutiny, měňavkovitá stádia invadují čichovou sliznici a pronikají podél čichového kanálu skrz lebeční kost do čichového bulbu. Odtud se přes nervová zakončení dostávají do mozku, kde se množí, lyzují a fagocytují mozkové buňky, čímž způsobují léze. Ty se nejčastěji vyskytují v čelním laloku, hypothalamu, středním mozku, kolem Varolova mostu, v prodloužené míše a horní části míchy.
První příznaky PAM se obvykle projevují během 5 až 7 dnů od nákazy a jsou v podstatě nerozlišitelné od virové nebo bakteriální meningitidy. Pacienti nejčastěji trpí bolestmi hlavy, horečkou, nevolností, únavou a zvracením. V pokročilejších stádiích nákazy se mohou objevovat symptomy, jako je ztuhlost šíje, letargie, zmatení až kóma. Většina pacientů umírá během dvou týdnů od nákazy a diagnóza nemoci probíhá až po smrti.

## Diagnóza a léčba
Brzká diagnóza a léčba jsou klíčové k přežití pacienta. Primární améboidní meningoencefalitida může být s jistotou diagnostikována z výsledků vyšetření mozkomíšního moku získaného lumbální punkcí, které odhalí trofozoity N. fowleri. Dalšími možnostmi potvrzení přítomnosti améb je imunofluorescenční test (IF), průtoková cytometrie nebo imunologické vyšetření ELISA. Napovídající je i barva mozkomíšního moku – v brzkých fázích infekce má šedou až žlutavou barvu, ale s postupem infekce se může zabarvovat do červena, což je způsobeno zvýšeným výskytem červených krvinek.
Nízká morbidita a vysoká mortalita ztěžuje vývoj efektivního léčiva. Současné informace známé o této infekci pochází z několika málo dokumentovaných případů a několika výzkumů. Nejpoužívanějším léčivem je intravenózně a zároveň intratekálně (do páteřního kanálu) podávaný Amphotericin B, což je širokospektré protiplísňové antibiotikum, které zabíjí améby indukcí programované buněčné smrti. Toto léčivo je doplňováno Flukanozolem, Azithromycinem a Rifampicinem. Avšak s dávkováním těchto léčiv, převážně Amphotericinu B, se musí zacházet velmi opatrně, jelikož způsobuje anémii, zimnici či zvracení a bolesti hlavy. 
Jednou z možných alternativ by mohl být extrakt ze středomořské rostliny ditrichie lepkavé (Inula viscosa), která v laboratorních podmínkách vyvolává u N. fowleri apoptózu, účinnou látkou zde je inuloxin A.

## Epidemiologie
První případ infekce N. fowleri byl zaznamenán a popsán Malcolmem Fowlerem a Carterem v roce 1965 v australském Adelaide. Každý rok se vyskytne mezi 0 až 8 potvrzenými nákazami, z nichž nejvíc jich bývá z USA. Do roku 2018 bylo v USA zaznamenáno 156 nakažených, druhým státem s nejvíce nakaženými, a to sice 105, je Pákistán, za ním Mexiko s 33, Indie s 26, Austrálie s 22 a Česká republika se 17.
Právě v Československu, konkrétně v Ústí nad Labem, proběhla mezi lety 1962 až 1965 největší epidemie primární améboidní meningitidy. Během této epidemie se v plaveckém bazénu nakazilo a zemřelo 16 dětí a mladých lidí. Jednalo se o první popsanou epidemii PAM v umělém bazénu, jinak je výskyt infekce častější v přírodních vodních plochách (jezera, rybníky).